# Deutzia wardiana
Deutzia wardiana är en hortensiaväxtart som beskrevs av Zaik. Deutzia wardiana ingår i släktet deutzior, och familjen hortensiaväxter. Inga underarter finns listade i Catalogue of Life.